# Sybra albostictipennis
Sybra albostictipennis är en skalbaggsart som beskrevs av Stefan von Breuning 1963. Sybra albostictipennis ingår i släktet Sybra och familjen långhorningar.
Artens utbredningsområde är Laos. Inga underarter finns listade i Catalogue of Life.